# Жовтобрюшка сенегальська
Жовто́брюшка сенегальська (Eremomela pusilla) — вид горобцеподібних птахів родини тамікових (Cisticolidae). Мешкає в Західній Африці.

## Опис
Голова бліда, коричнювато-сіра, над очима свтлі "брови". Верхня частина тіла зелена, гузка жовтувато-зелена, горло і верхня частина грудей білі, нижня частина тіла лимонно-жовта. Дзьоб чорнуватий, знизу світліший. Лапи світло-коричневі.

## Поширення і екологія
Сенегальські жовтобрюшки поширені від крайнього півдня Мавританії і від Сенегалу до північно-західного Камеруну, південно-західного Чаду і да крайнього північного заходу ЦАР. Вони живуть в сухих саванах, сухих, вологих і мангрових тропічних лісах, на полях і плантаціях.